# 迪朗達爾

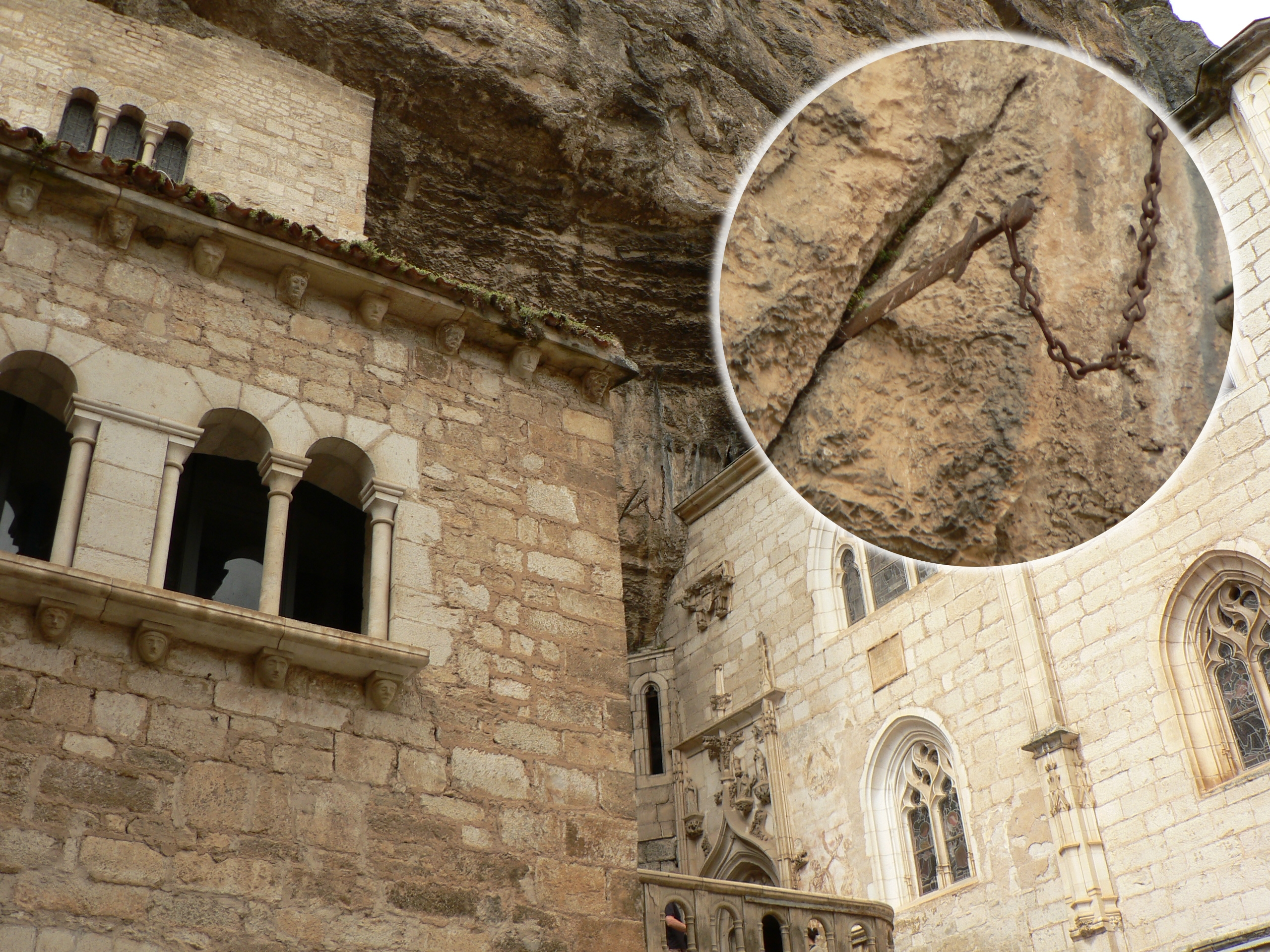
罗卡马杜尔的遺跡

迪朗達爾 （法語：Durandal）是出于史诗《羅蘭之歌》的一把宝剑，据说该剑削铁如泥，为英雄罗兰所有，在持有者死后，该剑仍然散发光辉。也被译作「杜蘭達爾」，是加洛林故事群中描述的一把屬於聖騎士羅蘭的名劍。
關於此劍來源的傳說有許多，在加洛林故事群之中反復出現。其鑄造者可能為鐵匠韋蘭。根據《羅蘭之歌》，此劍是由天使帶給查理曼的，後者將之轉贈羅蘭。根據《瘋狂的羅蘭》，此劍一度屬於特洛伊的赫克托耳，馬拉吉吉將之送與羅蘭。
在《羅蘭之歌》之中，迪朗達爾的金劍柄中藏有一枚聖伯多祿的牙齒、一滴聖大巴西略的血液、一根聖德尼的頭髮和一段聖母瑪利亞的衣裝殘片，它是世界上最鋒利的劍。羅蘭用它抵禦過成千上萬的穆斯林士兵。羅蘭死前曾想將之毀去以免落入敵手，然而神劍堅不可摧，羅蘭徒勞的毀劍之舉惟造出了大裂痕羅蘭之痕。因此他只能將其與用來給查理曼示警的象牙號角一起藏在了尸身下。
一些民間傳說認為迪朗達爾仍然存於世，即在今法國的罗卡马杜尔的懸崖里。12世紀時有罗卡马杜尔僧侶宣稱羅蘭並沒有將劍藏於身下，而是將之擲了出去。不過，根據現在罗卡马杜尔官方旅遊機構稱，此劍只是一柄複製品。